# Becher’s Prairie Provincial Park
Der Becher’s Prairie Provincial Park (auch Becher’s Prairie Park) ist ein etwa 125 Hektar (ha) großer Provincial Park auf dem Fraser-Plateau im südlichen Zentrum der kanadischen Provinz British Columbia. Der Park liegt südwestlich von Williams Lake im Cariboo Regional District und gehört zu den jüngsten der Provincial Parks in British Columbia.
Der Park wurde im Jahr 2013 eingerichtet und wird, da er nicht durch öffentliche Straßen/Zugänge erschlossen ist, auch als Back Country Park bezeichnet. Die nächstgelegene Straße ist der südlich des Parks gelegene Highway 20. Der nächstgelegene Provincial Parks ist der südlich, an der Einmündung des Chilcotin River in den Fraser River, gelegene Junction Sheep Range Provincial Park.
Der Becher’s Prairie Park besteht aus drei mehr oder weniger rechteckigen Blöcken. Einer der Blöcke liegt im Südwesten am Rock Lake und die beiden anderen dann in geringer Entfernung nordöstlich von diesem. Bei dem Provinzpark handelt es sich um ein Schutzgebiet der IUCN-Kategorie III (Naturdenkmal oder -erscheinung).